# Вигонца
Вигонца (итал. Vigonza) — коммуна в Италии, располагается в провинции Падуя области Венеция.
Население составляет 20 421 человек (на 2004 г.), плотность населения составляет 589 чел./км². Занимает площадь 33,32 км². Почтовый индекс — 35010. Телефонный код — 049.
Покровителем коммуны почитается святой Себастьян, празднование 20 января.
В честь одного из районов Вигонцы назван астероид (554) Перага, открытый 8 января 1905 года немецким астрономом Паулем Гёцем в Обсерватории Хайдельберг-Кёнигштуль